# Illschwang
Illschwang est une commune de Bavière (Allemagne), située dans l'arrondissement d'Amberg-Sulzbach, dans le district du Haut-Palatinat, à 10 km au sud de Sulzbach-Rosenberg et à 15 km à l'ouest d'Amberg.
La commune est née en 1978 de la réunion de 32 villages et hameaux. Elle est le siège de la communauté administrative d'Illschwang regroupant les communes d'Illschwang et Birgland et comptant 3 903 habitants en 2006.

Situation de la commune d'Illschwang dans l'arrondissement d'Amberg-Sulzbach